# مورغان كونواي
مورغان كونواي (بالإنجليزية: Morgan Conway)‏ هو ممثل أمريكي، ولد في 16 مارس 1903 في الولايات المتحدة، وتوفي في 16 نوفمبر 1981 بلوس أنجلوس في الولايات المتحدة.

## وصلات خارجية
- مورغان كونواي على موقع IMDb (الإنجليزية)
- مورغان كونواي على موقع ألو سيني (الفرنسية)
- مورغان كونواي على موقع أول موفي (الإنجليزية)
- مورغان كونواي على موقع قاعدة بيانات برودواي على الإنترنت (الإنجليزية)
- مورغان كونواي على موقع قاعدة بيانات الأفلام السويدية (السويدية)
- مورغان كونواي على موقع إن إن دي بي (الإنجليزية)
- مورغان كونواي على موقع قاعدة بيانات الفيلم (الإنجليزية)
- مورغان كونواي على موقع كينوبويسك (الروسية)